# Didier Billion
Pour les articles homonymes, voir Billion.
 (avril 2021).
Si vous disposez d'ouvrages ou d'articles de référence ou si vous connaissez des sites web de qualité traitant du thème abordé ici, merci de compléter l'article en donnant les références utiles à sa vérifiabilité et en les liant à la section « Notes et références ».
Didier Billion est un géopolitologue français, spécialiste de la Turquie et du Moyen-Orient. Il est directeur adjoint de l'IRIS.

## Biographie

### Formation
Didier Billion est certifié d'histoire et de géographie et docteur en Droit public (1995).

### Carrière
Spécialiste de la Turquie, sans être turcophone[réf. souhaitée], Didier Billion est l’auteur de nombreuses études et notes de consultance pour des institutions françaises (ministère de la Défense, ministère des Affaires étrangères) ainsi que pour des entreprises françaises agissant au Moyen-Orient.
Didier Billion rejoint l'Institut de relations internationales et stratégiques en 1991 et en devient le directeur des études de 1998 à 2002, puis le directeur adjoint entre 2002 et 2010.
Il est également responsable du séminaire « Géopolitique de la Turquie » à l’INALCO (Master 2)  et enseigne par ailleurs au sein de l’Institut supérieur de relations internationales et stratégiques (IRIS Sup').
Il est membre du conseil d'administration du Comité France-Turquie.

## Ouvrages
- La Politique extérieure de la Turquie : Une longue quête d'identité, L'Harmattan, 1997, 448 p.  (ISBN 978-2738452474) ;
- Le Rôle géostratégique de la Turquie (IRIS Presse) ;
- Actualités de l'État palestinien (Complexe) ;
- L'Europe et la mondialisation (IRIS/PUF) ;
- Les nouveaux visages de L'Europe élargie (IRIS/PUF) ;
- La Turquie vers un rendez-vous décisif avec l'Union européenne (IRIS/PUF) ;
- Les Défis du monde arabe, avec Pascal Boniface, (IRIS/PUF), 2004  (ISBN 978-2-913395-22-0);
- L'Enjeu turc, Armand Colin, 2006  (ISBN 978-2200269524).
- Géopolitique des mondes arabes : 40 fiches illustrées pour comprendre le monde, Eyrolles, 2018  (ISBN 978-2-212-56773-1), 2e édition 2021  (ISBN 978-2-212-57504-0)
- La Turquie, un partenaire incontournable, IRIS/Eyrolles, 2021  (ISBN 978-2-416-00351-6) (collection Découvrir & Comprendre)